# Karlsruhe Open
Karlsruhe Open, właśc. Liqui Moly Open Karlsruhe – żeński turniej tenisowy kategorii WTA 125K series zaliczany do cyklu WTA, rozgrywany na ceglanych kortach w niemieckim Karlsruhe począwszy od sezonu 2019.

## Mecze finałowe

### gra pojedyncza
| Rok  | Mistrzyni          | Finalistka          | Wynik         |
| 2019 | Patricia Maria Țig | Alison Van Uytvanck | 3:6, 6:1, 6:2 |

### gra podwójna
| Rok  | Mistrzynie                        | Finalistki          | Wynik             |
| 2019 | Lara Arruabarrena Renata Voráčová | Han Xinyun Yuan Yue | 6:7(2), 6:4, 10–4 |